# Міжнародна асоціація дослідників геноциду
Міжнародна асоціація дослідників геноциду (IAGS) — міжнародна безпартійна організація, яка прагне подальших досліджень і викладання про природу, причини та наслідки геноциду, включаючи Голокост, османські геноциди вірмен, греків, ассирійців, геноциди в Камбоджі, Руанді, Бурунді, Боснія і Герцеговина, Бангладеш, Судан та інших країнах. IAGS також просуває дослідження політики щодо запобігання геноциду. Члени асоціації розглядають порівняльні дослідження, тематичні дослідження, зв’язки між геноцидом та іншими порушеннями прав людини, прогнозні моделі запобігання геноциду, а також трибунали та суди для покарання за геноцид. До складу організації входять науковці, активісти проти геноциду, митці, люди, які пережили геноцид, журналісти, юристи та політики. Членство відкрите для зацікавлених осіб з усього світу.
Асоціація ухвалила офіційні резолюції про визнання геноциду вірмен геноциду греків та ассирійців та геноциду в Дарфурі, Зімбабве, Ірані, ІДІЛ у Сирії та Іраку та в М'янмі проти рохінджа.
Офіційний рецензований академічний журнал асоціації називається «Дослідження та попередження геноциду».

## Історія

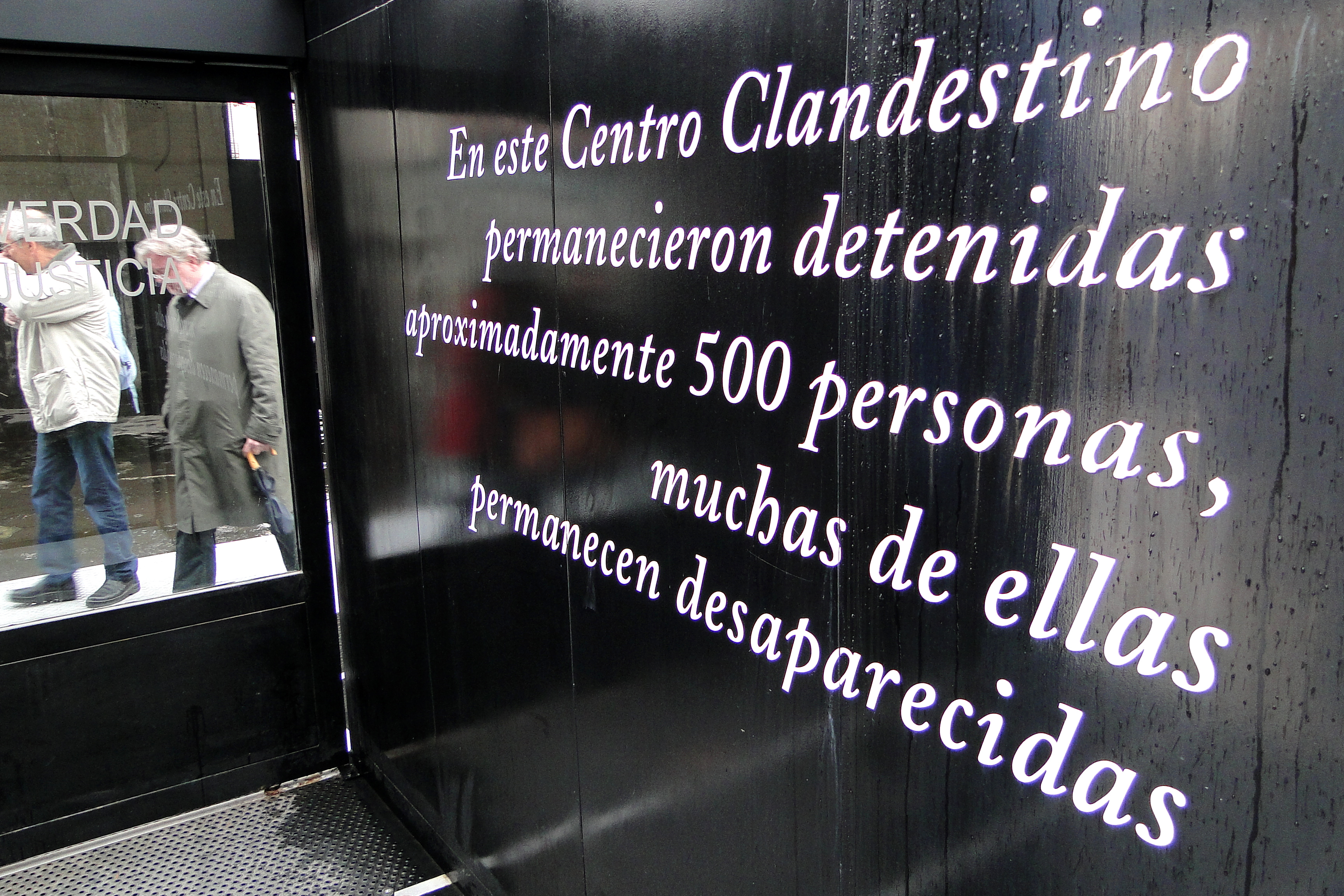
Відвідувачі дослідників геноциду-IAGS проходять повз меморіальний знак – центр ув’язнення та тортур Олімпо, Буенос-Айрес, Аргентина

Витоки IAGS сягають початку 1980-х років. У цей час невелика група вчених і викладачів використовувала порівняльну систему для вивчення геноциду. Лео Купер опублікував свою фундаментальну книгу «Геноцид» у 1980 році, а Хелен Фейн опублікувала « Облік геноциду» у 1979 році.
Ізраїль Чарні організував першу конференцію з порівняльного аналізу геноциду в Єрусалимі в 1982 році. Інститут дослідження геноциду був заснований в Нью-Йорку в 1982 році Хелен Фейн. проф. Грегорі Стентон заснував Камбоджійський проект геноциду в 1982 році, щоб притягнути лідерів червоних кхмерів до відповідальності. У 1999 році він став частиною дозору геноциду.
Ці дослідники раннього геноциду, деякі з яких починали з вивчення Голокосту, зазнали нападу з боку інших вчених, які наполягали на «унікальності» Голокосту.
Піонери досліджень геноциду також стикалися з інституційним тиском. Наприклад, було важко отримати платформи на традиційних конференціях, таких як Американська історична асоціація, Міжнародна асоціація досліджень, Американська соціологічна асоціація тощо.
Традиційні навчальні дисципліни не знайшли місця для міждисциплінарного характеру досліджень геноциду, тому університети рідко мали посади викладачів для вчених геноциду.
Однак те, що було маргіналізованою сферою дослідження, стало предметом невідкладного інтересу та науки як відповідь на геноциди в Руанді та на Балканах у 1994 та 1995 роках.

### Асоціація дослідників геноциду
Ідея організації дослідників геноциду виникла на зустрічі між Ізраїлем Чарні, Хелен Фейн, Робертом Мелсоном і Роджером Смітом на конференції «Пам’ятаючи про майбутнє два», що відбулася в Університеті Гумбольдта в Берліні в 1994 році. З більш ніж 500 присутніми та численними панелями та презентаціями була лише одна тригодинна сесія з порівняльного вивчення геноциду. Тому обговорювалася необхідність створення організації, яка б зосередилася на вивченні та запобіганні геноциду.
Асоціація дослідників геноциду (AGS) була створена в 1994 році. Протягом цього початкового періоду AGS ділився веб-сайтом і ділився з Інститутом вивчення геноциду.Перша конференція організації відбулася в 1995 році в коледжі Вільяма і Мері у Вільямсбурзі, штат Вірджинія, США, за участю близько 45 осіб. Гелен Фейн була першим президентом асоціації.
Наступні дворічні конференції проводилися в Університеті Конкордія (Монреаль) у 1997 році, Університеті Вісконсіна в Медісоні в 1999 році та Університеті Міннесоти в 2001 році.
З огляду на швидке зростання та глобальний інтерес до досліджень геноциду, ряд вчених наполягали на більш міжнародній перспективі та стверджували, що конференції слід проводити за межами Північної Америки. У 2001 році організація переглянула свій статут і була перейменована в Міжнародну асоціацію дослідників геноциду. Переглянутий статут передбачав, що принаймні один офіцер буде не з Північної Америки, а конференції регулярно проводяться за межами Північної Америки.

### Міжнародна асоціація дослідників геноциду
Конференція IAGS в Університеті Голвея, Ірландія в 2003 році була першою, проведеною за межами Північної Америки. У ньому взяли участь понад 200 учасників, із значним збільшенням участі європейських вчених. Збільшення також відображало зростання наукових досліджень у порівняльних дослідженнях геноциду.У 2005 році Атлантичний університет Флориди, Бока-Ратон, штат Флорида, провів конференцію IAGS. Президентом був обраний Ізраїль Чарні.
У 2006 році IAGS у партнерстві з Інститутом Зоряна, вірменською організацією в Торонто, Канада, розпочав публікацію книги « Дослідження та запобігання геноциду ». У 2012 році він став онлайн-виданням, безкоштовним для всіх. Тоді Інститут Зоряна відмовився від співфінансування журналу IAGS на користь видання власного журналу.У 2007 році Грегорі Стентон став президентом Міжнародної асоціації дослідників геноциду. Stanton включив IAGS і отримав статус неприбуткової організації. IAGS запустила листсерв і веб-сайт організації та переглянула її статут. Була реформована його фінансова практика.
Конференція IAGS у 2007 році, що проходить раз на два роки, проходила в Сараєво, Боснія. Це була перша конференція IAGS, яка відбулася в країні, яка нещодавно пережила геноцид, за участю людей, які пережили геноцид, своєю рідною мовою. У конференції взяли участь понад 500 осіб, у тому числі багато учасників з Боснії, Африки, Азії та Близького Сходу. Конференція IAGS 2009 року відбулася в Університеті Джорджа Мейсона, Вірджинія, США.
Асоціація провела свою першу конференцію в Південній Америці в 2011 році в Буенос-Айресі, Аргентина. У ній взяли участь понад 300 учасників, значна частина з яких були з Аргентини та інших країн Латинської Америки. Конференція IAGS 2013 року відбулася в Сієні, Італія.
У 2014 році IAGS провів проміжну конференцію в Університеті Вінніпега, Манітоба, Канада. Це була перша конференція, присвячена геноциду корінних американців. Це включало зустрічі з цими першими народами на їхній власній землі. Дворічна зустріч IAGS 2015 року, що відбулася в Єревані, Вірменія, була присвячена геноциду вірмен.
Конференція 2017 року в Брисбені, Австралія, була присвячена геноциду аборигенів Австралії. Конференція IAGS 2019 року відбулася в Камбоджі. Вона була зосереджена на геноциді в Камбоджі та інших азійських геноцидах і включала значну участь камбоджійців. Це була перша конференція IAGS, проведена в Азії.
Конференція IAGS 2021 року відбудеться в Барселоні, Каталонія, Іспанія. У ньому буде зосереджено на ризиках конфліктів і геноциду, які можуть бути пов’язані з руйнуванням навколишнього середовища, зміною клімату та демографічним вибухом у світі.

## Президенти
Президентами асоціації є або були такі особи:
- Генрі Теріо (2017 – теперішній час)
- Ендрю Вулфорд (2015–2017)
- Даніель Фаєрштайн (2013–2015)
- Александр Гінтон (2011–2013)
- Вільям Шабас (2009–2011)
- Ґрегорі Г. Стентон (2007–2009)
- Ізраїль В. Чарні (2005–2007)
- Роберт Мелсон (2003–2005)
- Джойс Апсель (2001–2003)
- Френк Кейл (1999–2001)
- Роджер Сміт (1997–1999)
- Гелен Фейн (1995–1997)